# アリーナミュージック
有限会社アリーナミュージック（英: Arena Music Co.,Ltd.）は音楽系事業統括会社。音源制作会社。プロダクション、マネージメント会社。イベント制作会社。

## 所属タレント
- 七瀬由紀子
- 青菜ゆか
- ありん娘（野々宮あおい、加藤ありさ）

## 過去の所属者
- 香月かな
- 椎名祥子
- 時見愛子
- 水丘まり花
- みなと綾音
- Kotori
- 綾咲みなと

## 事業
- アリーナレコーズ
- アリーナミュージックアカデミー
（ボーカル科、作曲科、演劇科、ギター科、ベース科、ドラム科）